# Wilhelm Pieck
Friederich Wilhelm Reinhold Pieck (n. 3 ianuarie 1876, Guben, Imperiul German-d. 7 septembrie 1960, Berlin, Germania de Est) a fost un politician comunist german și ulterior est-german. A fost primul și ultimul președinte al Republicii Democrate Germane, din 1949 și până la moartea sa. După moartea sa, administrația prezidențială în Germania de Est a fost abolită, locul ei fiind luat de Consiliul de Stat est-german, condus de Walter Ulbricht.
Pieck s-a născut ca fiu al unui miner în partea de est a Germaniei, la Guben, în prezent Gubin, Polonia. Inițial, a muncit ca dulgher, dar ideologia, contextul internațional și ambițiile sale politice l-au făcut să urmeze o carieră politică.
Ca dulgher, a fondat în 1894 Fundația Muncitorilor în Lemn, organizație care s-a alăturat  Partidului Social-Democrat German (Sozialdemokratische Partei Deutschlands-SPD), în următorul an. În 1899 a devenit șeful organizației de partid din district, iar în 1906 secretar al partidului. În timpul Primului Război Mondial, a avut loc o scindare în interiorul SPD, o grupare făcând parte din guvern și cealaltă, condusă de Pieck, care se opunea războiului. Aceste concepții au dus la arestarea lui Pieck și, mai apoi, la încarcerarea sa într-o închisoare militară. După ce a fost eliberat, a plecat în exil la Amsterdam. În 1918, la întoarcerea sa în Berlin, a fondat Partidul Comunist German (Kommunistische Partei Deutschlands).
În vremea Germaniei Naziste, Pieck a plecat în exil,  întâi în Franța (1933), apoi în URSS, la Moscova (1935) unde  a servit cu obediență partidul comunist iar în perioada  1938-1943 a fost secretar general al Internaționalei Comuniste.
În timpul celui de-Al Doilea Război Mondial, s-a implicat în salvarea Germaniei de la catastrofă, luptând împotriva nazismului. Pentru aceasta, a înființat Comitetul pentru o Germanie liberă (Nationalkomitee Freies Deutschlands-NKFD). S-a întors în Germania în 1945, în camioanele Armatei Roșii.
În 1949, a fost ales președintele Republicii Democrate Germane și a rămas în aceastǎ funcție până la moartea sa, în 1960, datorită faptului că politica sa a făcut ca Iosif Stalin să aibă încredere în el. În 1953, regimul comunist din RDG  s-a confruntat cu revolte anticomuniste izbucnite în Berlin, revolte reprimate însă tot la fel de repede cum au început de tancurile sovietice care interveniseră pentru a ține sub control situația. În 1953, Wilhelm Pieck a fost decorat cu Ordinul Karl Marx.
Fiica sa, Elly Winter (1898-1987), a fost o activistă de partid, care a deținut funcții importante în cadrul partidului comunist  și în guvernele est-germane.